# Cart Design
Cart Design war ein deutscher Hersteller von Automobilen.

## Unternehmensgeschichte
Das Unternehmen aus Kaufering begann 1999 mit der Produktion von Automobilen, die sowohl fertig montiert als auch als Kit Cars erhältlich waren. Der Markenname lautete Alpha Shark. Etwa 2003 endete die Produktion.

## Fahrzeuge
Das einzige Modell war ein Spaßauto, das 1999 erstmals verkauft wurde. Basis dieses Fahrzeugs war das Fahrgestell des VW Käfer von Volkswagen de México.  Im Laufe der Zeit entstanden aber auch Fahrzeuge auf der Basis früherer Käfer. Bei diesen Fahrzeugen musste das Schaltgestänge umgebaut werden, damit die Schaltstange im dritten Gang nicht an der Armaturentafel anstieß. Für den Antrieb sorgte ein Vierzylindermotor. Die offene Karosserie bestand aus GFK. Das Fahrzeug war 396 cm lang, 166 cm breit und 106 cm hoch. Das Leergewicht war mit 600 kg angegeben. Die Oberfläche mit Gelcoat konnte in der gewünschten Farbe produziert werden. Bei sorgfältigem Zusammenbau war eine Lackierung nicht notwendig. Die Rundungen der ausladenden Kotflügel, die großen Belüftungsöffnungen und die Breitreifen machten das Fahrzeug markant. Für rund 8000 EUR war der Basis-Bausatz erhältlich. In Sammlerkreisen wird davon ausgegangen, dass rund 30 Einheiten vom Alpha Shark abgesetzt wurden.